# Elena Cernei
Elena Cernei (n. 1 martie 1924, Bairamcea, Basarabia – d. 27 noiembrie 2000, București România) a fost o interpretă de operă (mezzo-soprană).

## Biografie
Și-a făcut studiile la Conservatorul Ciprian Porumbescu din București (1950-1955).
A activat mai mulți ani ca solistă a Filarmonicii G. Enescu și a Operei Române din București. Printre rolurile interpretate se numără Azucena în Trubadurul, Clytemnestra în Iphigénie en Aulide, Arsace în Semiramida, Rosina în Bărbierul din Sevilla,  Ulrica în Bal mascat, prințesa Eboli în Don Carlos, Laura și La Cieca în La Gioconda, Cherubino în Nunta lui Figaro, Iocasta în Oedip, și Orfeu în Orfeu și Euridice.
În 1963 a primit titlul de Artistă Emerită din partea RPR, iar în 1999 a primit titlul de Doctor Honoris Causa din partea Universității Naționale de Muzică București pentru contribuțiile din domeniul muzicii.

## Premii și distincții
- titlul de Artist Emerit (28 martie 1962) „pentru realizări valoroase în domeniul artistic”[7][5]
- Ordinul Meritul Cultural clasa a III-a (12 septembrie 1968) „pentru merite deosebite în activitatea muzicală”[8]
- Membru Activ al Academiei de Științe din New York[5]
- Premiul Academiei Naționale Franceze a discului Charles Cross[5]
- Premiul Academiei Naționale Japoneze[5]
- Medalia de Aur Giuseppe di Stephano în Mexic[5]
- Premiul Pana de Aur a criticii la Festivalul Internațional de la Weisbaden[5]
- Premiul Placheta de Aur pentru volumele de cercetări interdisciplinare la Festivalul Internațional Vicento Bellini[5]
- Premilul Internațional Tto Gobbi la Roma[5]
- Premiul Internațional Tito Schipa și Maria Caniglia[5]
- Membru de onoare al Acedemiei Culturale și Științifice Europene[5]
- Doctor Honoris Causa al Universității Naționale de Muzică București[5][6]